# Рівердейл (Іллінойс)
Рівердейл (англ. Riverdale) — селище (англ. village) в США, в окрузі Кук штату Іллінойс. Населення — 10 663 особи (2020).

## Географія
Рівердейл розташований за координатами 41°38′34″ пн. ш. 87°38′11″ зх. д. / 41.64278° пн. ш. 87.63639° зх. д. (41.642692, -87.636333).  За даними Бюро перепису населення США в 2010 році селище мало площу 9,71 км², з яких 9,26 км² — суходіл та 0,45 км² — водойми.

## Демографія
Згідно з переписом 2010 року, у селищі мешкало 13 549 осіб у 4595 домогосподарствах у складі 3204 родин. Густота населення становила 1395 осіб/км².  Було 5418 помешкань (558/км²).
Расовий склад населення:
| - 93,7 % — чорних або афроамериканців - 4,3 % — білих - 0,2 % — корінних американців - 0,1 % — азіатів |

До двох чи більше рас належало 1,2 %. Частка іспаномовних становила 1,7 % від усіх жителів.
За віковим діапазоном населення розподілялося таким чином: 31,8 % — особи молодші 18 років, 61,1 % — особи у віці 18—64 років, 7,1 % — особи у віці 65 років та старші. Медіана віку мешканця становила 30,5 року. На 100 осіб жіночої статі у селищі припадало 80,1 чоловіків;  на 100 жінок у віці від 18 років та старших — 72,3 чоловіків також старших 18 років.
Середній дохід на одне домашнє господарство  становив 47 550 доларів США (медіана — 32 301), а середній дохід на одну сім'ю — 55 959 доларів (медіана — 46 138). Медіана доходів становила 44 196 доларів для чоловіків та 36 673 долари для жінок. За межею бідності перебувало 28,2 % осіб, у тому числі 37,0 % дітей у віці до 18 років та 11,3 % осіб у віці 65 років та старших.
Цивільне працевлаштоване населення становило 4703 особи. Основні галузі зайнятості: освіта, охорона здоров'я та соціальна допомога — 32,1 %, науковці, спеціалісти, менеджери — 12,6 %, транспорт — 11,4 %.